# Satánico Pop Tour
El Satánico Pop Tour es una gira de conciertos realizada por la banda argentina Los Fabulosos Cadillacs que marcó su regreso a la escena musical luego de 6 años de ausencia. A pesar de que ellos nunca se separaron oficialmente, llamaron a esta gira como su reunión.
La gira inicia oficialmente con un concierto ante 10 mil personas en la Ciudad de México el 5 de noviembre de 2008. Luego recorrieron 5 ciudades más en México, le siguió Lima-Perú para luego volver a Argentina con una serie de conciertos en algunas ciudades del país y así se marcó el final de la primera etapa de la gira: "Satánico Pop Tour 08".
La segunda etapa, "Satánico Pop Tour 09", comenzó el 28 de enero de 2009 en Mar de Plata-Argentina. Esta etapa de la gira fue más extensta llevando a la banda a Norteamérica y más países de Sudamérica y Centroamérica como Colombia, Bolivia, Costa Rica, Chile y además regresaron al Perú con presentaciones en Lima y Arequipa y a México con presentaciones en Monterrey, Mexicali, Ciudad de México, Puebla y Guadalajara.

## Gira
Los Fabulosos Cadillacs comenzaron la gira mundial en México, luego de 6 años de inactividad, el día 5 de noviembre del 2008 ante más de 10 000 personas, marcando así el inicio al '8/09".
En su regreso a su tierra natal, Córdoba fue la primera ciudad en ser visitada. Las entradas se pusieron a la venta el día 26 de julio, el día 6 de diciembre llegaron más de 20.000 personas al estadio Chateau. La próxima parada fue la ciudad de Buenos Aires, donde hicieron dos shows los días 12 y 13 de diciembre. En la primera presentación reunieron a más de 60.000 fanáticos y en la segunda noche llegaron más de 66.000 mil personas, marcando así el fin del "Satánico Pop Tour 08". 

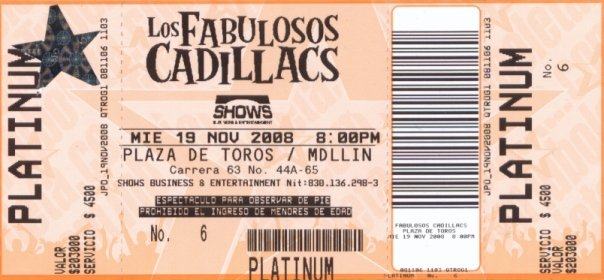
Entrada para entrar al concierto en Medellín, Colombia.

La segunda etapa de la gira, comenzó el día 28 de enero del 2009 en la ciudad de Mar del Plata en Argentina, en el Polideportivo de aquella ciudad, donde llegaron 8.000 fanes y donde tocaron más de 30 canciones. La penúltima fecha en Argentina fue el día 20 de febrero en Mendoza, donde 10 000 fanáticos disfrutaron a LFC en el estadio Andrés Talleres. Continuaron el 27 de febrero en Medellín, Colombia, sin un lleno total pero con gran éxito, para seguir en tierras cafeteras pero esta vez en Bogotá el día 28 de febrero, causando furor con un gran espectáculo.
Estos dos últimos conciertos en realidad estaban programados para los días 19 y 22 de noviembre respectivamente, pero por las malas condiciones climáticas, fueron reprogramadas en las fechas señaladas. El día 14 de marzo, se presentaron en Rosario, exactamente en el Hipódromo de aquella ciudad, convocando más de 12.000 personas aquella noche, tocando 30 temas entre clásicos y nuevas canciones y cantando con Mimi Maura y Pablo Lescano. El día 3 de abril se presentaron en el Congress Theater, Chicago, con un gran éxito y buenas críticas por parte de la prensa estadounidense. Siguiendo en tierras norteamericanas, continuaron por Nueva York el día 5 de abril, el 8 tuvieron su actuación en Miami, para finalizar en Los Ángeles en el Gibson Amphitheatre el 10 el mismo mes. El día 14 de abril la banda bonaerense volvió a tierras aztecas para tocar en el Palacio de los Deportes, en la capital del país. Acudieron alrededor de 21.000 personas y crearon gran efervescencia tanto en el público más adulto como entre los jóvenes. Pasaron por Monterrey, con una actuación en el "Arena Monterrey" con un público espectador de más de 9.000 y cantando todos sus clásicos.
El concierto del 19 de abril fue un concierto especial, por la razón de que era a beneficio de la ciudad argentina de Tartagal por un alud de lodo causado por el desborde de un río ocurrido en aquella localidad. Organizado por la Lotería de la Provincia, se presentaron en la ciudad de La Plata con un marco de 2.000 personas. Las entradas se canjeaban con la colaboración de seis platos de vajillas nuevos para apoyar a los damnificados.

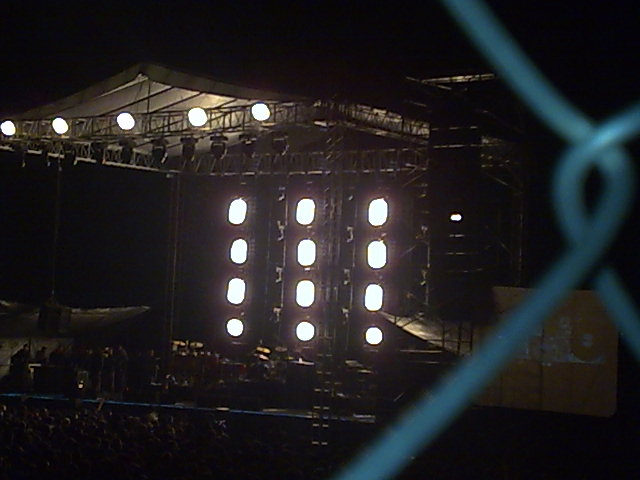
Escenario donde se presentaron Los Fabulosos Cadillacs en La Paz, Bolivia.

Los Fabulosos Cadillacs tuvieron dos presentaciones en Bolivia: el 30 de abril en la ciudad de Santa Cruz de la Sierra, estadio Tahuichi Aguilera, con un concierto de más de dos horas de duración, llenando el estadio con una afluencia de público de alrededor de 20.000 personas.
El accidentando concierto en La Paz, tuvo varios inconvenientes, siendo el principal los rumores de suspensión del evento por culpa de la llamada gripe humana o porcina, pero al final, el concierto se realizó con total normalidad en el estadio Mariscal Braun.
Debido al brote de Gripe A (H1N1), en México, los tres conciertos que se tenían programados para los días 15 en Puebla, 17 en el Distrito Federal (Vive Latino) y 19 de mayo en Guadalajara, fueron pospuestos por ser uno de los países más afectados por la influenza; reprogramados para fines de junio, excepto para Guadalajara, donde se concretaría el día 30 de mayo a la 21:00 horas.
En paralelo, la gira continúa, presentándose el 23 de mayo en Puerto Rico en la pista de aterrizaje de la base militar Reimy de la ciudad de Aguadilla.
El 26 de mayo se presentaron en Costa Rica, en el Estadio Saprissa de su capital, San José. El concierto comenzó con alrededor de una hora de retraso, pero el público al principio molesto, al ingresar la banda la gente lo perdonó y empezó el concierto como siempre: con la canción principal de James Bond. El recital duró alrededor de 3 horas finalizando a las 12:15 de la noche.
En Puebla, México, se concretó el recital el día 26 de junio, en Auditorio siglo XXI. El 28 de junio, la banda argentina por fin se reencontró con el Vive Latino, que se realiza en el D.F. de México, causando gran furor en el público y siendo el concierto más esperado de toda la noche. Se presentaron en el "Escenario verde" en la segunda noche de conciertos. El 30 de junio se presentaron en el Auditorio Telmex en Zapopan, Jalisco, el concierto fue un gran éxito comenzando a las 21:10 y terminando después de las 23:00.
El 25 y 26 de agosto se presentan en el mítico estadio Luna Park. El último recital de El Satánico Pop Tour en Buenos Aires en un recital solidario que se celebró en el Club Ciudad de Buenos Aires ante 20.000 personas. De ese recital también participaron No Te Va Gustar y Los Pericos.
La gira se cerró en Santiago de Chile, presentándose ante más de 60.000 personas.
El grupo se iba a presentar en la última noche del Festival de Viña del Mar 2010 en Chile el sábado 27 de febrero, pero la jornada fue cancelada debido al terremoto ocurrido en el país ese mismo día sábado a las 3:34 de la madrugada. De la misma forma, tuvieron que cancelar un concierto programado para el 28 de febrero en Santiago, concierto que finalmente fue realizado el 8 de mayo del mismo año.
El 29 de abril, por primera vez en la historia de los Cadillac, se presentaron en Inglaterra en el salón de conciertos "Troxy" y el 1 de mayo en España, en el Festival VIÑAROCK 2010 siendo las dos un rotundo éxito.

## Fechas
| Fecha                        | Ciudad            | País           | Lugar                              |
| ---------------------------- | ----------------- | -------------- | ---------------------------------- |
| Satánico Pop Tour 08         |                   |                |                                    |
| 5 y 6 de noviembre de 2008   | Ciudad de México  | México         | Foro Sol                           |
| 8 de noviembre de 2008       | Monterrey         | México         | Parque Fundidora                   |
| 12 de noviembre de 2008      | Guadalajara       | México         | Arena VFG                          |
| 14 de noviembre de 2008      | Tijuana           | México         | Estadio Caliente                   |
| 29 de noviembre de 2008      | Lima              | Perú           | Estadio Nacional                   |
| 6 de diciembre de 2008       | Córdoba           | Argentina      | Estadio Chateau Carreras           |
| 12 y 13 de diciembre de 2008 | Buenos Aires      | Argentina      | Estadio River Plate                |
| Satánico Pop Tour 09         |                   |                |                                    |
| 28 de enero de 2009          | Mar de Plata      | Argentina      | Polideportivo Islas Malvinas       |
| 20 de febrero de 2009        | Mendoza           | Argentina      | Estadio Andes Talleres             |
| 26 de febrero de 2009        | Medellín          | Colombia       | Plaza de Toros La Macarena         |
| 28 de febrero de 2009        | Bogotá            | Colombia       | Coliseo Cubierto El Campín         |
| 14 de marzo de 2009          | Rosario           | Argentina      | Hipódromo de Rosario               |
| 3 de abril de 2009           | Chicago           | Estados Unidos | Congress Theater                   |
| 5 de abril de 2009           | Nueva York        | Estados Unidos | Hammerstein Ballroom               |
| 8 de abril de 2009           | Miami             | Estados Unidos | American Airlines Arena            |
| 10 de abril de 2009          | Los Ángeles       | Estados Unidos | Gibson Amphitheatre                |
| 14 de abril de 2009          | Ciudad de México  | México         | Palacio de los Deportes            |
| 16 de abril de 2009          | Monterrey         | México         | Arena Monterrey                    |
| 19 de abril de 2009          | La Plata          | Argentina      | Estadio Único de La Plata          |
| 30 de abril de 2009          | Santa Cruz        | Bolivia        | Estadio Ramón Tahuichi Aguilera    |
| 2 de mayo de 2009            | La Paz            | Bolivia        | Estadio Hernando Siles             |
| 23 de mayo de 2009           | Aguadilla         | Puerto Rico    | Aeropuerto Rafael Hernández        |
| 26 de mayo de 2009           | San José          | Costa Rica     | Estadio Saprissa                   |
| 26 de junio de 2009          | Puebla            | México         | Auditorio Siglo XXI                |
| 28 de junio de 2009          | Ciudad de México  | México         | Vive Latino                        |
| 30 de junio de 2009          | Guadalajara       | México         | Auditorio Telmex                   |
| 2 de julio de 2009           | Mexicali          | México         | Plaza Calafia                      |
| 25 y 26 de agosto de 2009    | Buenos Aires      | Argentina      | Luna Park                          |
| 28 de agosto de 2009         | Lima              | Perú           | Plaza de Acho                      |
| 29 de agosto de 2009         | Arequipa          | Perú           | Jardín de la Cerveza               |
| 14 de septiembre de 2009     | Coquimbo          | Chile          | Estadio Francisco Sánchez Rumoroso |
| 19 de septiembre de 2009     | Chicago           | Estados Unidos | Congress Theater                   |
| 22 de septiembre de 2009     | Nueva York        | Estados Unidos | Hammerstein Ballroom               |
| 10 de octubre de 2009        | Concepción        | Chile          | Estadio Municipal de Concepción    |
| 11 de octubre de 2009        | Santiago de Chile | Chile          | Club Hípico                        |
| 12 de octubre de 2009        | Buenos Aires      | Argentina      | Club Ciudad de Buenos Aires        |
| 14 de noviembre de 2009      | Neuquén           | Argentina      | Casino Magic                       |
| 15 de noviembre de 2009      | Bahía Blanca      | Argentina      | Predio FISA                        |
| 21 de noviembre de 2009      | Tucumán           | Argentina      | Club Central Córdoba               |

## Conciertos cancelados
| Fecha         | Ciudad, País        | Lugar                           | Motivo                     |
| ------------- | ------------------- | ------------------------------- | -------------------------- |
| 27 de febrero | Viña del Mar, Chile | Anfiteatro de la Quinta Vergara | Terremoto de Chile de 2010 |